# Kistdam
Een kistdam of kofferdam is een tijdelijke omsluiting gebouwd in het water om het omsloten gebied leeg te pompen. Op die manier kan men een droge werkomgeving creëren voor grote werkzaamheden. Een kistdam kan in cilindervorm gebouwd worden, maar ook andere vormen zijn mogelijk. Het wezen van een kistdam is dat hij bestaat uit twee (meestal verticale) wanden die samen voor de stabiliteit van de dam zorgen. Dit kan doordat ze tegen elkaar afgestempeld zijn (zie voorbeelden hieronder bij de Nederlandse toepassingen) of doordat ze bestaan uit cirkelvormige secties die aan de cirkelvorm hun stabiliteit ontlenen (zoals bij de Amerikaanse voorbeelden hieronder)
Kistdammen worden gebruikt voor de constructie en reparatie van boorplatforms, brugpijlers en andere ondersteunende constructies die gebouwd worden in of boven het water. Deze kistdammen bestaan meestal uit gelaste stalen constructies zoals damwandplaten. Een kistdam wordt gewoonlijk gedemonteerd als het werk voltooid is.

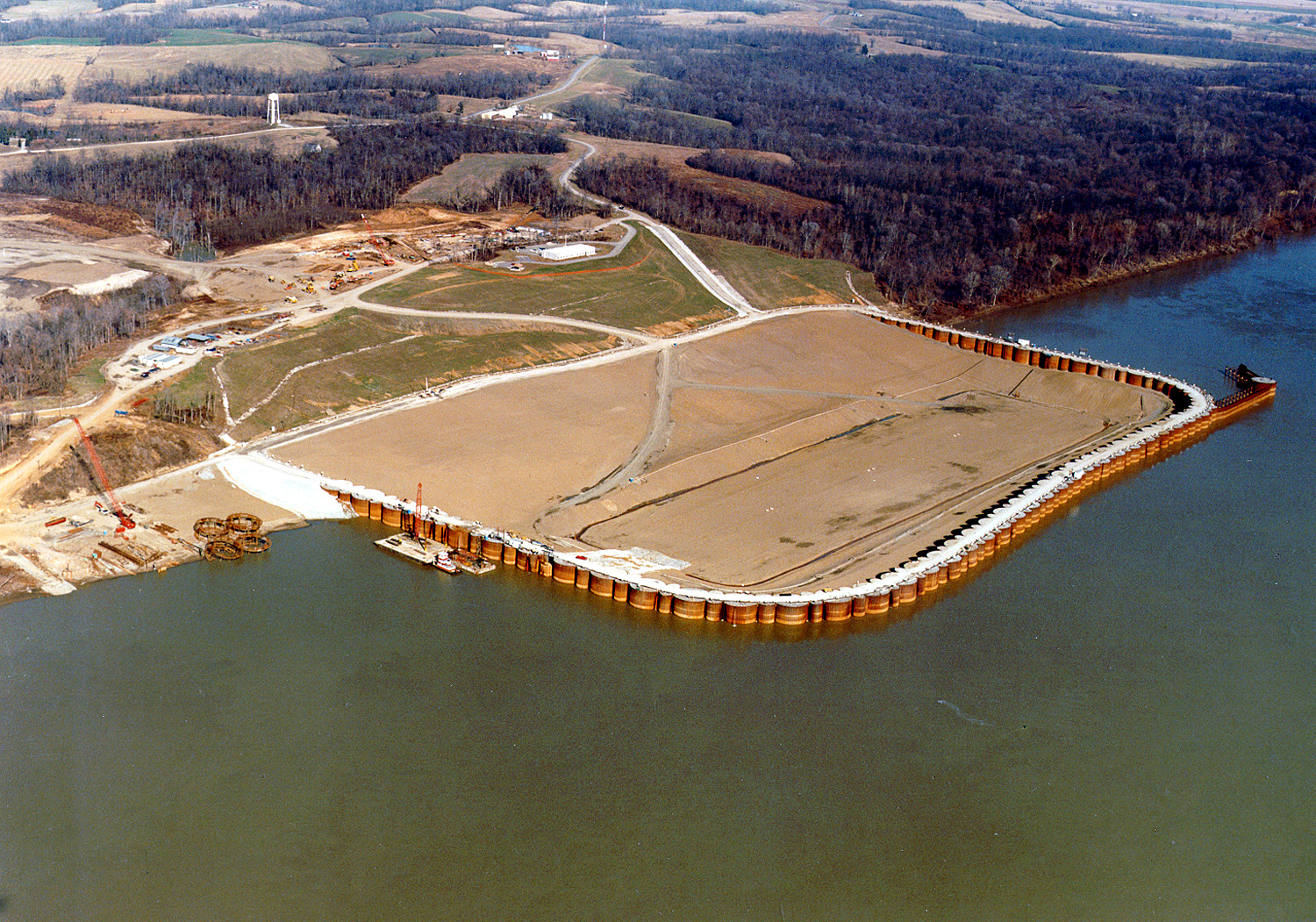
Een kistdam in de rivier de Ohio nabij Olmsted, gebouwd voor de constructie van de Olmsted Locks and Dam
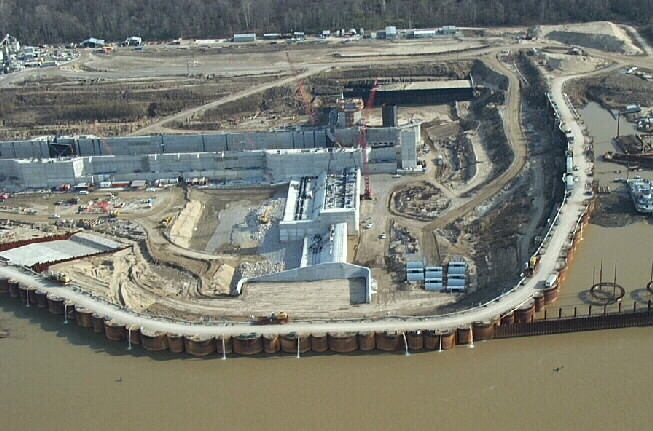
Een kistdam gebouwd voor de constructie van de sluizen van Montgomery Point Lock and Dam
Stalen kofferdam voor de bouw van een brugpijler

## Noodkering en dijken
In Nederland wordt een kistdam vaak gebruikt als noodkering of tijdelijke kering om een bestaande dijk snel hoger te maken. Ook coupures worden soms gesloten door een kistdam. Omdat de stabiliteit van een kistdam vaak beperkt is, is dit geen goede oplossing voor een permanente verhoging, tenzij er speciale voorzieningen worden aangetroffen. Voor sommige dijken in Nederland is er gekozen voor uitvoering als kistdam omdat er een ruimteprobleem was. Dit is bijvoorbeeld het geval bij de havendijk van Yerseke. Geotechnisch is het berekenen van de stabiliteit van twee gekoppelde damwanden in slappe grond, en gevuld met grond een probleem.

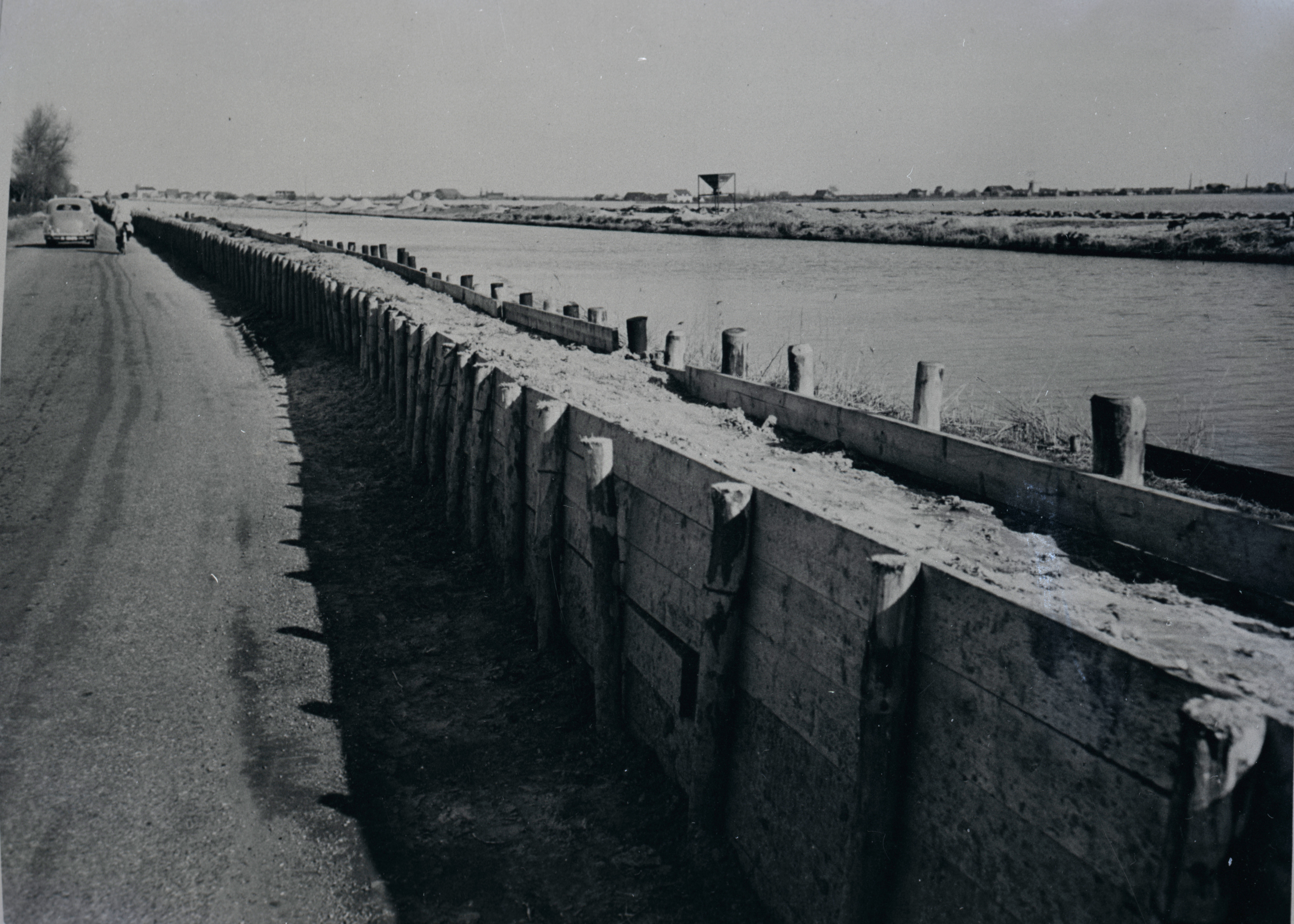
Kistdam aangelegd als tijdelijke kering langs het Voorns kanaal in de vijftiger jaren
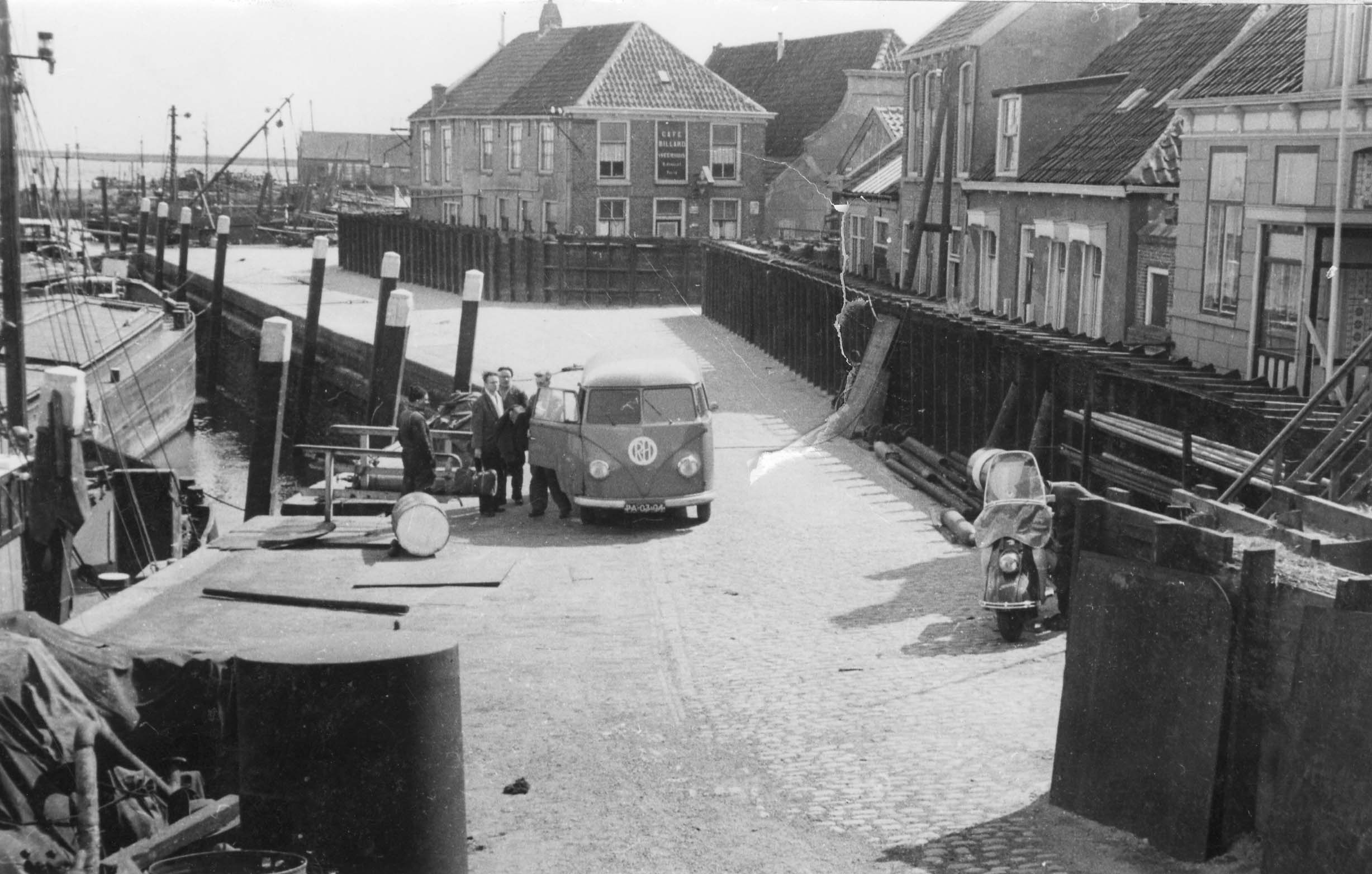
Kistdam ter beveiliging van huizen in Bruinisse, aangelegd kort na de stormvloed van 1953

## Stuwdam
Voor de constructie van een stuwdam wordt er meestal een combinatie van twee kistdammen gebruikt: één stroomopwaarts, de ander stroomafwaarts. Deze worden gebouwd nadat een afleidingstunnel of afleidingskanaal aangelegd is om de rivier om te leiden, zodat de fundering van de dam gelegd kan worden. Deze kistdammen zijn meestal een conventionele waterkerende dam van zowel grond- en rotsvullingen, maar beton of een damwand kan ook gebruikt worden. Na de voltooiing van de dam en bijbehorende constructies wordt de stroomafwaarts gelegen kistdam verwijderd.
De stroomopwaarts gelegen kistdam wordt meestal onder water gezet als het reservoir begint te vullen, maar kan ook verwijderd worden. Afhankelijk van de geografie kan op de plaats van een dam in sommige situaties een U-vormige kistdam worden gebruikt voor de ene helft van een dam. Als dat deel klaar is, wordt de kistdam verwijderd en aan de andere kant van de rivier hetzelfde procedé herhaald om de andere helft van de stuwdam te bouwen.

## Schepen
De kistdam wordt ook gebruikt in de scheepsbouw en bij scheepsreparatie, wanneer het niet praktisch is om een schip in een droogdok te plaatsen voor reparatie of aanpassing.

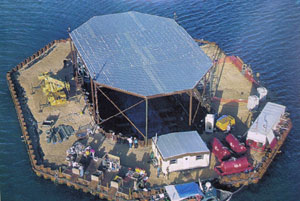
De kistdam die werd gebruikt om de La Belle boven te halen

Kistdammen worden daarnaast gebruikt om gezonken schepen in ondiepe wateren boven te halen, zoals de USS Maine of de La Belle van René Robert Cavelier de La Salle.